# Helgolands
Het Helgolands, inheemse naam Halunder friisk, is het Noord-Friese dialect van het eiland Helgoland (Helgolands: Deät Lun). Ongeveer een derde van de Helgolanders spreekt Helgolands, dat zijn ongeveer 500 mensen. Het dialect wordt dan ook met uitsterven bedreigd. Toch zijn er nog steeds kinderen die het spreken en is er op het eiland veel aandacht voor het Helgolands.

## Noord-Fries
Helgoland was veruit het eerste eiland dat tijdens de Friese expansie in de Middeleeuwen werd gekoloniseerd - het huidige Noord-Friesland volgde pas later. Het dialect van Helgoland staat, ondanks het grote isolement waarin de eilanders verkeerden, relatief dicht bij de dialecten van Föhr, Amrum en Sylt - het Fering, Öömrang resp. Söl'ring - die samen het Eiland-Noord-Fries vormen. 
Meer dan andere Eiland-Noord-Friese dialecten is het Helgolands door het Duits beïnvloed. Dit heeft waarschijnlijk met de tragische geschiedenis van het eiland te maken. Het eiland is tot twee keer toe ontruimd tijdens beide wereldoorlogen en de Helgolanders hebben op het vasteland in ballingschap geleefd. Hierdoor heeft het Hoogduits al vroeg een belangrijke positie verworven in de Helgolander gemeenschap. 

## Kenmerken
Buitenstaanders zeggen vaak dat Helgolands "Deens" klinkt. De korte, krachtige klanken van het dialect worden niet algemeen als welluidend ervaren. Het Helgolands is verder een redelijk normaal Noord-Fries dialect. Het is niet bijzonder conservatief. Het onderscheidt zich wel van de andere Noord-Friese dialecten door het behoud van de uitgangen -e en -en.

### Klankleer
In de uitspraak van het Helgolands vallen een aantal zaken op. Zoals in veel Friese tongvallen zijn er onder de klinkers stijgende tweeklanken, bijvoorbeeld in tuaan (teen), dat ongeveer klinkt als "twaan". Verder typisch is de neiging bepaalde slotklanken weg te laten (-r en -d) of enkel door de neus te articuleren (-n). Een groet als "goede morgen", geschreven gud mooin, wordt zo meestal uitgesproken als gu mooin. Verder typisch zijn de tweeklanken oa in bv. hoad, hoofd, die ongeveer klinkt als "owa", en eä, bv. in meär (meer), die bijna klinkt als oeë of uhhe. 
Bij medeklinkers moeten sprekers van het Duits zich ervan bewust zijn dat combinaties als sp- en st- gewoon als in het Nederlands worden uitgesproken, dus zonder de karakteristieke Hoog-Duitse palaterisering. Verder opvallend, maar niet verrassend voor een Fries dialect, is het voorkomen van sk- in plaats van sch-, ook in leenwoorden, dus skeff voor "schip" (ontlening aan Duits schiff). 

### Vormleer
Helgolandse woorden kunnen in het enkelvoud of meervoud staan. Meervouden in het Helgolands kunnen op verschillende manieren tot stand worden gebracht. Het gebruikelijkst is -e of -en (-n) als achtervoegsel: suaak (wang) wordt suaaken, teän (tand) wordt teäne en tuaan (teen) wordt tuaan'n. Verder zijn er veel meervouden op -er: hoad - hoader (hoofd - hoofden), iaarem - iaaremer (arm - armen) en het onregelmatige kin - künner (kind - kinderen). Ook andere onregelmatigheden komen voor; het meervoud van man (man) is zo mansli (vgl. Fr. manlju). 
Een bijzonder kenmerk van het Helgolands is het achtervoegsel -mens, bijvoorbeeld in mundaimens: op maandag, maandags. Op dezelfde wijze zegt men ook taisdaimens enzovoort. 

### Zinsbouw
Een op het eiland bekend sjibbolet is het nonsenszinnetje en en hi en hin hi en her hin hi en en hi. Dat betekent zoveel als "een eend had een hond gehad en haar hond had een eend gehad." Het hoeft geen betoog dat dit zinnetje weinig leert over de echte grammatica van het Helgolands.
Zinnen als de fremmen froie djam oawer faini wedder iip Lunn ("de gasten verheugen zich in het fijne weer op Helgoland") geven een eerlijker beeld. In deze zin valt op dat het lidwoord na het voorzetsel oawer wordt weggelaten. Dit is een veelvoorkomend verschijnsel in het Helgolands. Lidwoorden worden vaak weggelaten of verzwakt tot een tussenklank als -t- (uit deät, het) of -n- (uit en, een).

## Woordenschat

### Tellen
iaan

tau

tree

schtjuur

fiu

sös

seeben

ach

neägen

tain

elben

twallow

### Dagen van de week
mundai

taisdai

medderweeken

tünnersdai

fraidai

senin

sendai

### Vandaag, gisteren, morgen
dollung (vandaag)

mollung (vanmorgen)

illung (vanavond)
jüster (gisteren)
mooin (morgen)

oawermooin (overmorgen)

### Kleuren
bli (blauw)

road (rood)

giil (geel)

witt (wit)

swaart (zwart)

gri (grijs)

green (groen)

### Familie
ool'n (ouders)

voor (vader)

mem (moeder)

bapi (papa)

memi (mama)

oot (grootmoeder)

groovoor (grootvader)

oti (oma)

gogo (opa)

### Persoonlijke voornaamwoorden
ik, mi (ik, mij)

di, di (jij, jou)

hi, hem (hij, hem)

dji, her (zij, haar)

deät (het)
wi, is (wij, ons)

djüm (jullie)

dja (zij)

## Tekstfragmenten
Het Onzevader
Heeregot, ii Foor, dear Di bes uun'e Hemmel!

Haili skel wees Diin Neem.

Diin Rik lat keem,

Diin Wel skel djülle

uun'e Hemmel en iip'e lir.

Ii doagelik Brooad du is dollung,

en ferdjiuw is ii Skül,

as wi ferdjiuw wel din'n uun ii Skül stun.

En feere is ni wech fan Diin Wai.

Foor moake is frai fan Büsterkens!
Amen!
Nu volgt het eerste artikel van de Universele Verklaring van de Rechten van de Mens:
Alle Mensken sen frai, likwörti en med de sallowski Rechten geboorn. Djo hoa Ferstant en Geweeten medfin'n en skul arker as Bruurs uundjintreed.
Alle mensen worden vrij en gelijk in waardigheid en rechten geboren. Zij zijn begiftigd met verstand en geweten, en behoren zich jegens elkander in een geest van broederschap te gedragen. 

## Status
Het Helgolands wordt slechts door een minderheid van de Helgolanders gesproken. Het is dan ook waarschijnlijk dat de taal zal uitsterven. Belangrijkste bedreiging is het Hoogduits, maar ook de Nederduitse dialecten van het vasteland worden op Helgoland steeds vaker gesproken door inwijkelingen. 
Om het uitsterven te voorkomen zijn allerlei initiatieven op gang gekomen rond het Helgolands. Zo zijn er op het eiland cursussen in de taal bij te wonen en wordt in het lager onderwijs aan het Helgolands extra aandacht besteed. De vraag is of deze maatregelen niet al te laat komen - van de jongere generaties zijn het slechts enkelingen die aangeven Helgolands goed te kunnen spreken. 
Een ander initiatief is het samenstellen van een goed Helgolander woordenboek. Tot nog toe zijn er alleen een nooit voltooid wetenschappelijk woordenboek en enkele woordenlijsten beschikbaar, maar momenteel wordt aan een uitgebreid handwoordenboek gewerkt, dat zowel van Duits naar Helgolands als van Helgolands naar Duits zal vertalen. 